# Ervin Kováts
Ervin sz. Kováts (* 29. September 1927 in Budapest; † 7. Juni 2012 in Morges VD) war ein in der Schweiz wirkender Chemiker ungarischer Herkunft.

## Leben
Kováts studierte Chemie-Ingenieurwesen an der Technischen Universität Budapest. Nach Abschluss seines Studiums übersiedelte er 1949 in die Schweiz, wo er über „katalytische Dehydrierungen von Hydroazulenen in der Gasphase“ promovierte. Ab 1955 arbeitete er als Post-doc in Leopold Ružičkas Labor an der ETH Zürich. Sein Arbeitsgebiet war die chemische Zusammensetzung etherischer Öle. Bei der Beschäftigung mit der damals neuen Methode der Gaschromatographie entwickelte er das System der Retentionsindices, die auch als Kovats-Index bekannt sind. Sie gelten als bahnbrechende Erkenntnis für die Nutzung der Gaschromatographie als Analysenmethode. Von 1967 an war Kováts Professor an der École polytechnique fédérale de Lausanne, der Eidgenössischen Technischen Hochschule Lausanne, wo er 1994 emeritierte.

## Kovats-Index
Der Kovats-Index nutzt die Beziehung zwischen Kohlenstoffgehalt und Retentionszeit einer Substanz in einem gaschromatographischen System, um einen geräteunabhängigen Wert zur Identifikation unbekannter Substanzen zu erhalten.
Für die isotherme Gaschromatographie wird er durch folgende Gleichung beschrieben:
{\displaystyle I=100\times \left[n+(N-n){\frac {\log(t_{r({\text{unknown}})}')-\log(t_{r(n)}')}{\log(t_{r(N)}')-\log(t_{r(n)}')}}\right]}
Wobei gilt:
{\displaystyle I=} Kovats Retentionszeit-Index,
{\displaystyle n=} Anzahl der Kohlenstoffatome des ersten n-Alkans,
{\displaystyle N=} Anzahl der Kohlenstoffatome des zweiten n-Alkans,
{\displaystyle t_{r}=} Retentionszeit
Für temperaturprogrammierte Gaschromatographie wird der Kovats-Index durch folgende Gleichung beschrieben:
{\displaystyle I=100\times \left[n+(N-n){\frac {t_{r({\text{unknown}})}-t_{r(n)}}{t_{r(N)}-t_{r(n)}}}\right]}
Wobei gilt:
{\displaystyle I=} Kovats Retentionszeit-Index,
{\displaystyle n=} Anzahl der Kohlenstoffatome des ersten n-Alkans,
{\displaystyle N=} Anzahl der Kohlenstoffatome des zweiten n-Alkans,
{\displaystyle t_{r}=} Retentionszeit

## Ehrungen
- Tswett Medaille der Sowjetischen Akademie der Wissenschaften, Moskau (1977)
- Martin Award der Chromatographic Society (1986)
- Ehrenmedaillen der Technischen Universität Budapest (1986) und der Universität Helsinki (1987)
- Halász Medaille (2004)